# جوزيف نغيسان
جوزيف نغيسان (بالإنجليزية: Joseph N'Guessan)‏ هو لاعب كرة قدم بريطاني في مركز الهجوم، ولد في 15 يوليو 1995 في لويشام ‏ في المملكة المتحدة. لعب مع ستيفيناغ بوروه وكوينز بارك رينجرز ونادي ألدرشوت تاون ونادي فارنبوروه.

## وصلات خارجية
- جوزيف نغيسان على موقع قاعدة بيانات كرة القدم.إي يو (الإنجليزية)
- جوزيف نغيسان على موقع Soccerbase.com (لاعب) (الإنجليزية)
- جوزيف نغيسان على موقع Soccerway.com (الإنجليزية)